# Legnotomyia olympiaca
Legnotomyia olympiaca är en tvåvingeart som beskrevs av Francois 1970. Legnotomyia olympiaca ingår i släktet Legnotomyia och familjen svävflugor. Inga underarter finns listade i Catalogue of Life.